# Abra (província)
Abra é um província de classe de renda da terceira província (d) na região A Cordilheira, nas Filipinas. De acordo com o censo de 1 de maio  de  2020, possui uma população de 250 985 pessoas e 58 956 domicílios.
A sua capital é Bangued. A província de Abra faz fronteira com Ilocos Norte e Apayao pelo norte, Ilocos Sur e La Montaña pelo sul, Ilocos Norte e Ilocos Sur a oeste, e Kalinga e Apayao a este. Esta província não tem acesso ao mar. Tem área de 4198,2 km2.

## Subdivisões
Municípios

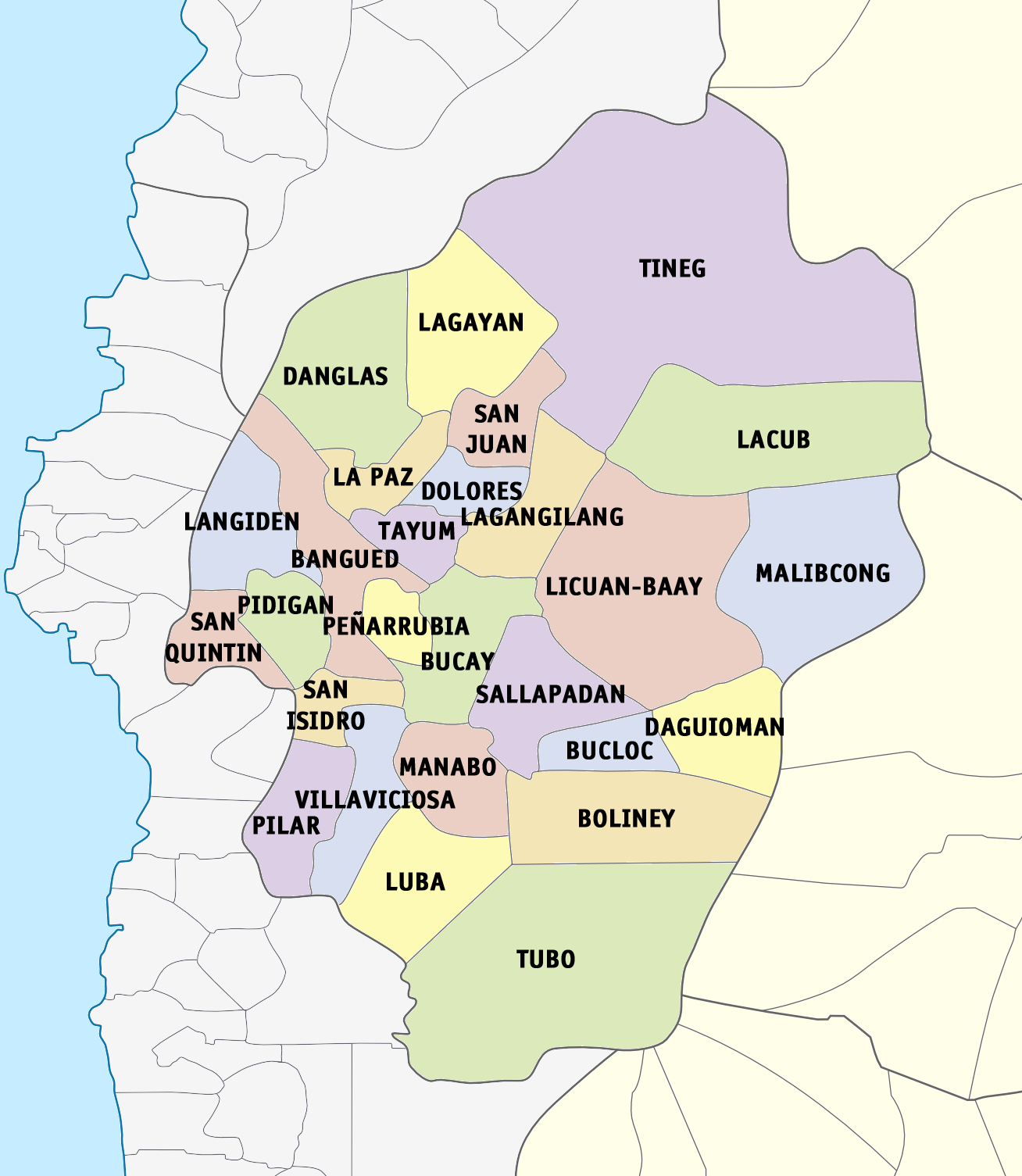
Mapa político de Abra

Tem 27 municípios divididos em 304 barangays.
- Bangued
- Boliney
- Bucay
- Bucloc
- Daguioman
- Danglas
- Dolores
- La Paz
- Lacub
- Lagangilang
- Lagayan
- Langiden
- Licuan-Baay
- Luba
- Malibcong
- Manabo
- Peñarrubia
- Pidigan
- Pilar
- Sallapadan
- San Isidro
- San Juan
- San Quintin
- Tayum
- Tineg
- Tubo
- Villaviciosa